# Konstantinos Tasoulas
Konstantinos Tasoulas, född 17 juli 1959 i Ioánnina, är en grekisk politiker och advokat som sedan den 13 mars 2025 är Greklands president och efterträdde Katerina Sakellaropoulou.